# Виссер, Румер
Румер Питерсзоон Виссер (нидерл. Roemer Pieterszoon Visscher; 1547, Амстердам — 11 февраля 1620, там же) — нидерландский купец, поэт и покровитель литературы и искусств. Отец поэтесс Анны и Марии Виссер.

## Биография
Известно, что он был богатым амстердамским купцом, владел несколькими торговыми кораблями, а в свободное время занимался филологией и поэзией. Был сторонником чистоты голландского языка, его очищения от французских и фламандских заимствований. Состоял в обществе риторов «In liefde bloeiende». К 1600 году дом Румера Виссера считался центром культурной жизни Амстердама, в котором собирались многочисленные художники, артисты, певцы и поэты, в том числе молодые, которым он покровительствовал и на творчество некоторых из которых оказывал влияние. Его собственное творчество считается переходом от средневековых традиций «риторов» к поэзии эпохи Возрождения.
В 1614 году был выпущен сборник его стихов «Brabbelingh», произведения которого были подражаниями и частично переводами произведений Петрарки, Маро, Эразма Роттердамского и других. Затем был выпущен сборник поэтических и прозаических аллегорий «Sinnepoppen» (4-е издание — 1678). Виссхер считался одним из крупнейших покровителей искусств в Нидерландах конца XVI и начала XVII века.

## Труды
- «Книга эмблем» (1614, Амстердам)